# Ancistrosoma blanchardi
Ancistrosoma blanchardi är en skalbaggsart som beskrevs av Sallé 1886. Ancistrosoma blanchardi ingår i släktet Ancistrosoma och familjen Melolonthidae. Inga underarter finns listade i Catalogue of Life.